# Grora
Die Grora war ein Volumen- und Getreidemaß in Acre/Akkon.
- 1 Grora = 1299,708 Liter[1]
- 1/36 Grora = 1 Kile = 36,1 Liter[2]